# Makarii
Makariiとは撮影データ解析用ソフト。
撮影画像をソフト内にアップロードすることで、光度や尺度計算など、様々な解析が行える。
主に天文分野や物理分野で多く使用される。
また、戦後最大のデータ解析ソフト開発の一つに数えられ、通称「ビッグバン」の異名を持つ。